# 張立穎
張立穎（1990年7月1日—），原名張君明，2018年改為現名，台灣女演員、模特兒、Twitch實況主，曾為唯有音樂「唯有5G」第一代成員，其綽號「RE」取自「阿姨」諧音。

## 演出作品

### 電影作品
- 2007年－指間的重量
- 2008年－流浪神狗人

### 電視作品
| 上映日期 | 戲劇名稱                   | 演出角色 |
| 2006     | 公視畢業生系列－寂寞的遊戲 | 小安     |
| 2006     | 住左邊住右邊               |          |
| 2009     | 你是我的唯一               | 伍國芸   |
| 2010     | 死神少女                   | 葉小琳   |
| 2011     | 萌學園3魔法號令            | 芭瑞絲   |
| 2011     | 美麗如卿                   | 葉蒼棻   |
| 2012     | 粉愛粉愛你                 | 明莉     |
| 2012     | 風箏的祝福                 | 施曉雯   |
| 2012     | 萌學園4時空戰役            | 芭瑞絲   |
| 2013     | 萌學園5異界對決            | 芭瑞絲   |
| 2014     | 幸福學堂－心的距離         | 廖允潔   |
| 2017     | 若是來恆春                 | 陳老師   |
| 2018     | 超完美任務                 | 小芬     |
| 2021     | 四樓的天堂                 | 阿曼女友 |
| 2025     | 好運來                     |          |

### MV
- 翼勢力〈18愛不愛〉
- 江美琪〈星晴〉
- 王傑〈愛無言〉
- 梁詠琪〈偏見〉
- 孫燕姿〈精選MV短片〉
- 蔡旻佑〈夢不落帝國〉
- 蔡健雅〈當你離開的時候〉
- 伍佰〈愛妳越來越多〉
- 李權哲〈滾開〉
- Under Lover〈角度〉
- 林吟蔚〈DIE FOR ME BABY〉
- TJun〈獨白〉
- 陳韋霖〈豬之歌〉

## 外部連結
- 張立穎的Instagram帳戶
- YouTube上的張立穎頻道
- 張立穎的Twitch频道

- 張立穎的TikTok
- 張立穎在互联网电影资料库（IMDb）上的資料（英文）（英文）
- 張立穎在香港影庫上的簡介
- 張立穎在时光网上的簡介（简体中文）
- 公共電視台-畢業生 角色介紹 （页面存档备份，存于）